# 108

## Vědy a umění
- Tacitus dopisuje své Dějiny (Historiae)

## Hlavy států
- Papež – Alexandr I.? (105/106/107/109–115/116)
- Římská říše – Traianus (98–117)
- Parthská říše – Pakoros (77/78–114/115) + Osroés (108–128/129)
- Kušánská říše – Vima Takto  (90–113)
- Čína, dynastie Chan (206 př. n. l. – 220 n. l.)